# Fotografia arqueològica
La fotografia arqueològica és un tipus de fotografia que s'empra en el món de l'arqueologia com a suport a tot el treball documental.

## Història[1]
La fotografia arqueològica troba els seus orígens durant la denominada Edat d'Or de l'arqueologia que va des de finals del segle xix fins a principis del segle xx, etapa durant la qual molts fotògrafs varen documentar els diferents descobriments. El fet que es vinculés la fotografia a l'arqueologia va tenir una importància capital en el desenvolupament de l'arqueologia moderna. A poc a poc, la fotografia arqueològica va anar substituint els costosos gravadors i litografistes fins a esdevenir una de les eines bàsiques de l'arqueologia.
Des de molt aviat, totes les excavacions arqueològiques van incorporar un fotògraf. El 1887, per exemple, el director de l'expedició francesa Delfos, Théophile Homolle, va concedir la direcció tècnica de l'expedició al famós fotògraf i enginyer Henry Convert.
Aquest tipus de fotografia viatja en paral·lel amb la història, ens permet la recuperació de monuments perduts o destrossats i conèixer l'estat de conservació d'altres, com per exemple:
Saber l'estat de conservació de molts monuments egipcis gràcies als calotips realitzats per Maxime du Camp durant la seva expedició en la dècada de 1850; apropar-nos a les obres de recuperació del Colisseu de Roma; o descobrir alguns monuments demolits pel règim feixista de Mussolini, com la font romana Meta Sudans.

## Definició[2]
La fotografia arqueològica és aquell tipus de fotografia documental i científica que ens permet documentar el procés i el resultat dels diferents processos arqueològics. A més, també ajuda a la documentació, la conservació, la restauració i la rehabilitació del patrimoni. És un tipus de fotografia que immortalitza l'activitat arqueològica, una activitat unidireccional i ajuda a reconstruir el jaciment, destruït després de l'excavació.
Les fotografies arqueològiques han de mostrar la imatge de manera nítida, clara i neta i respondre a un doble valor: tant documental com científic.
Les fotografies arqueològiques són un aval científic que demostra les hipòtesis defensades, que demostren la interpretació dels jaciments. Expliquen la metodologia i les tècniques emprades en l'excavació, i és per això que la fotografia actualment supleix els il·lustradors de camp durant el procés d'excavació.
Aquest tipus de fotografia també ha esdevingut molt útil pel que fa a la documentació de les peces arqueològiques trobades.
Nogensmenys, la fotografia arqueològica no pot suplantar tots els processos de dibuix, ja que el registre subjectiu que aporta el dibuix dels detalls segueix sense tenir rival. Però sí que és inqüestionable la capacitat de tractament i la comoditat que aporta la fotografia a qualsevol investigació arqueològica.

## Un arqueòleg o un fotògraf?[2]
La persona que realitza aquest tipus de fotografia pot ser el mateix arqueòleg o un fotògraf professional. En el cas que sigui l'arqueòleg, l'excavador, el que fa les fotografies, hi ha la gran avantatja que és una persona que coneix a la perfecció el jaciment i, per tant, tindrà molt clar què és el que vol documentar i com ho vol fer. Nogensmenys, si és un fotògraf professional l'encarregat de realitzar les fotografies, s'aconseguirà la qualitat òptima desitjada, ja que per molt que el material tècnic fotogràfic sigui d'una gran qualitat, és la persona que fa la fotografia qui li dona la qualitat.

## Tipus de fotografia arqueològica[2]
Hi ha dos tipus de fotografia arqueològica que corresponen als dos processos arqueològics:
- Fotografia de camp: per tal de retratar els processos arqueològics in situ
- Fotografia d'estudi: fotografia sistemàtica de peces arqueològiques i col·leccions. Es pot establir un paral·lelisme entre aquest tipus de fotografia arqueològica i la microfotografia (detalls d'ossos, llavors...).

## Material tècnic necessari[4]
Per dur a terme les fotografies arqueològiques es necessita una infraestructura concreta donada la complexitat i la delicadesa amb què s'ha de realitzar. Entre el material tècnic necessari hi trobem podem trobar:
- Càmeres digitals rèflex de diverses marques i diversos models.
- Càmeres digitals compactes de diverses marques i diversos models.
- Objectius multi-ús.
- Objectius macro.
- Videocàmeres.
- Flaixos de diversos tipus.